# 乾正士
乾 正士（いぬい せいし、慶応4年3月25日(1868年4月17日) - 昭和16年(1941年)6月18日）は、日本の軍人。旧土佐藩士族 乾市郎兵衛家・第8代当主。自由民権運動家・発陽社社員。

## 来歴

### 幼年期
慶応4年3月25日(1868年4月17日)、板垣退助の次男として、高知城下に生まれる。母は萩原復斎の娘・薬子（やくし）。
板垣退助の分家・乾市郎平正厚が、明治3年5月22日(1870年6月20日)無嗣のまま死去した為、正厚家の家格を維持するために、同家の養子となり家督相続。

### 青年期

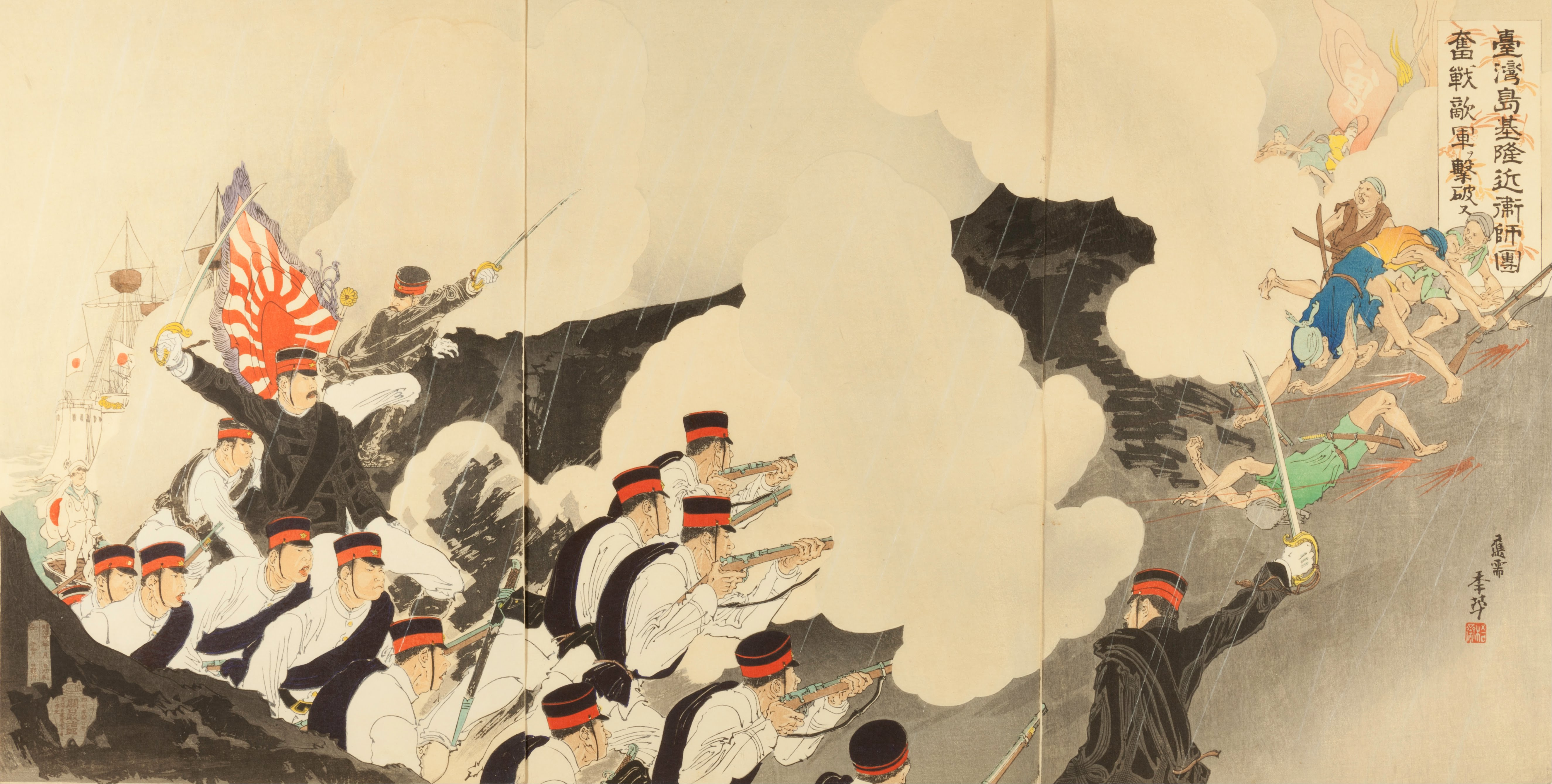
征台之役

高知城下より高知県土佐郡潮江村370番屋敷へ転住。
明治10年(1877年)に北川貞彦が「立志社」の下部組織として興した民権結社「発陽社」(跡地・高知県高知市天神町14)に実兄・板垣鉾太郎と共に参加。
同社は機関紙『江南新誌』を発行するなど、立志社傘下の有力な結社として活動。北川貞彦、弘瀬重正、宮地茂春、徳弘馬域郎らがいた。
長じて東京専門学校(現・早稲田大学)を卒業後、近衛師団へ入営。
明治27年(1894年)9月25日、高知県土佐郡潮江村807番屋敷へ転住。
明治28年(1895年)5月、北白川宮能久親王に率いられ征台之役に従軍。同年5月29日台湾北部に上陸し、6月7日の台北平定をはじめとして戦績を上げた。
明治30年（1897年）台湾総督府東港郵便電信局の書記官として奉職。黄熱病に罹り療養のため内地へ帰還。
明治34年(1901年)2月7日、高知県高知市帯屋町・楠病院に奉職していた高野八重野と婚姻。(八重野は、長野県の初期養蚕業の功労者で養蚕術研究家 高野成雄の姉にあたる)

### 壮年期

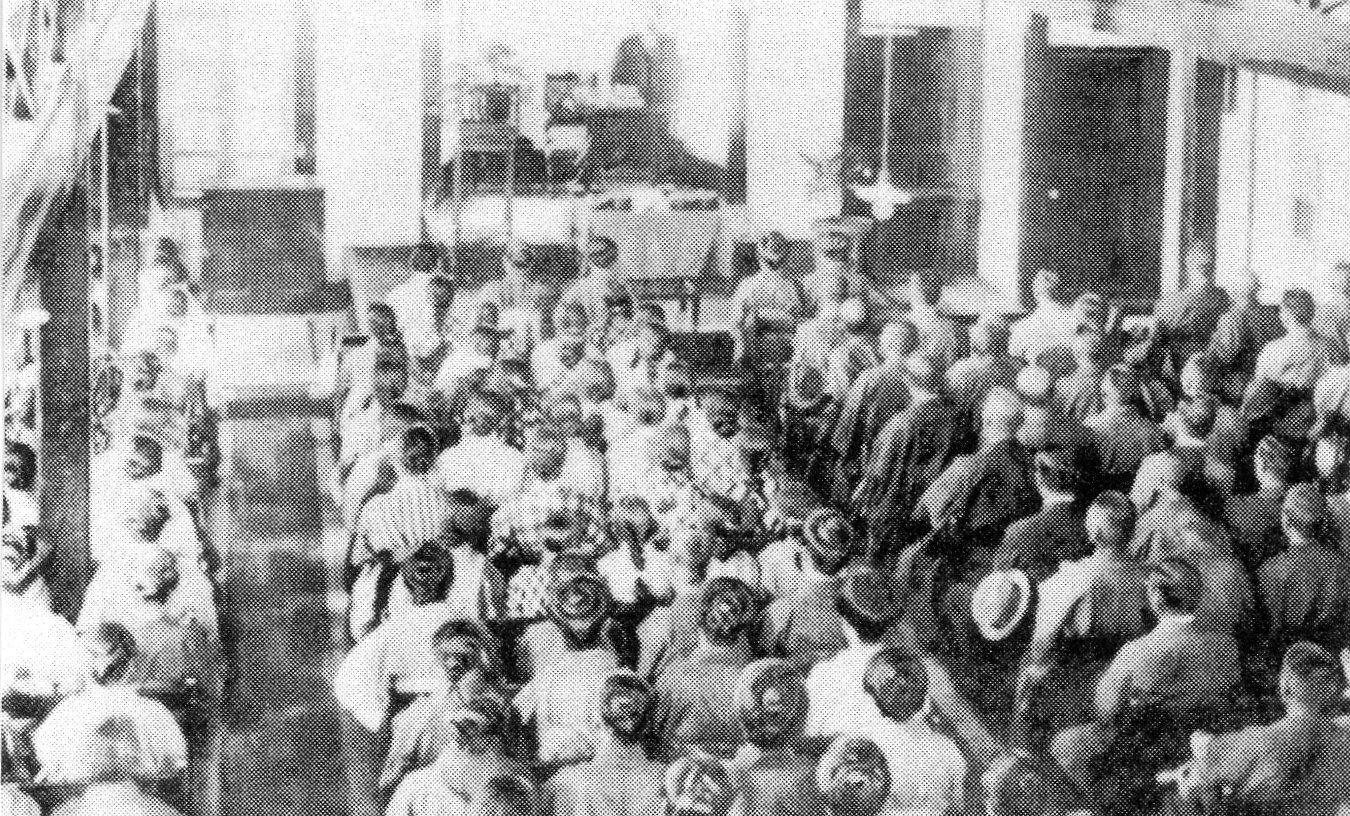
高知教会

明治34年(1901年)3月、長女 美世子（みよし）が生まれる。
明治37年(1904年)3月、二女 朝子（ちょうし）が生まれる。
明治41年(1908年)1月、長男 一郎が生まれる。

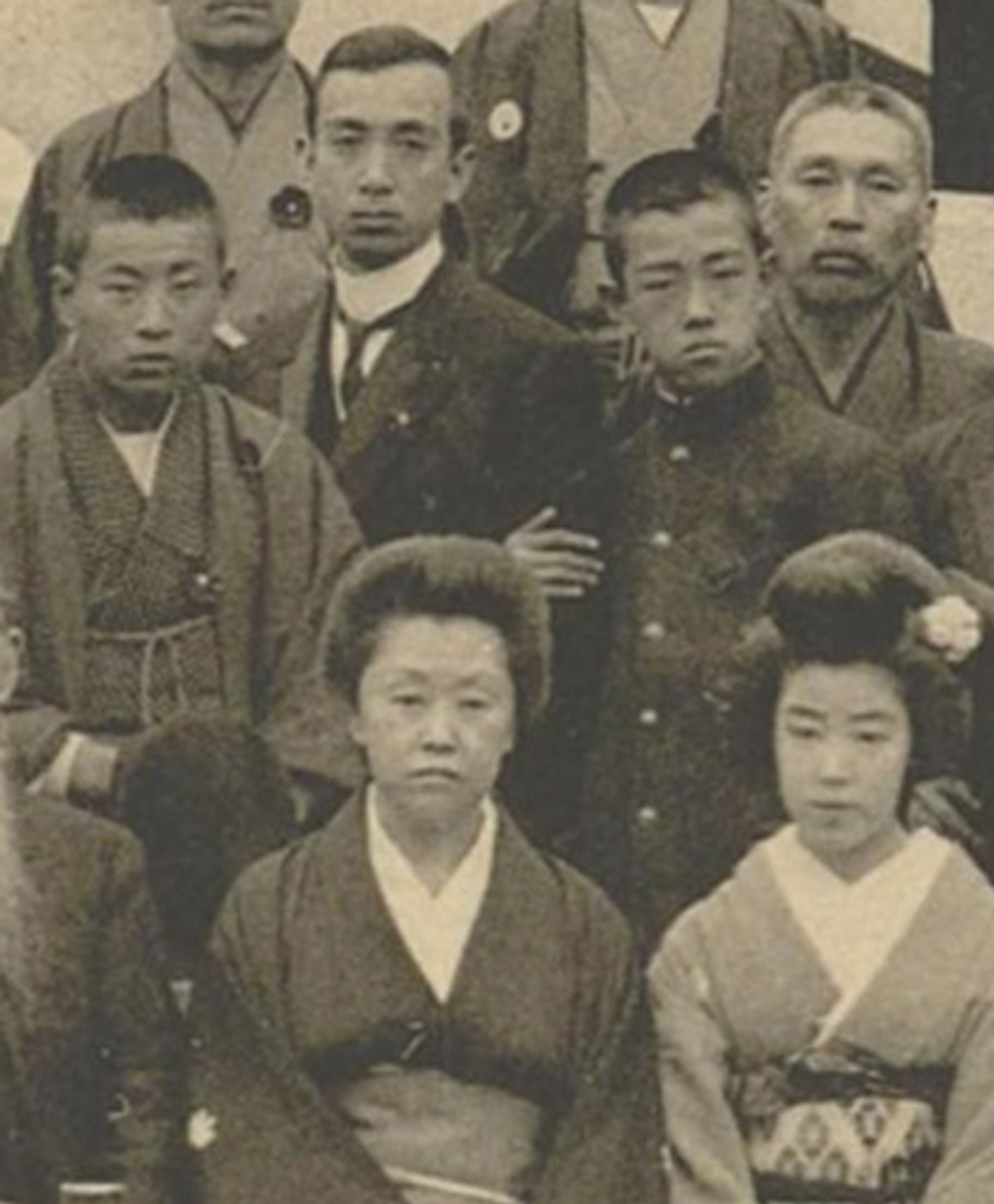
大正2年（1913年）4月19日、東京芝公園での板垣退助像除幕式で撮影された板垣退助家族の写真。(後列左より板垣正実、宮地茂秋、乾六一、乾正士。前列左より板垣絹子、板垣千代子)

大正2年（1913年）4月5日、高知県長岡郡本山町において、旧本山城主・本山茂宗入道梅渓ならびに同旧本山領主・山内刑部一照卿顕彰三百年祭が斎行され、本山氏一族と山内刑部子孫一族が一堂に会した。この時、父・板垣退助は「山内刑部卿を祭る文」と題する祭文を奉ったが、正士は特に本山氏と山内刑部の両系にゆかりあるため感慨深く往時を偲んでいる。
大正4年(1915年)6月27日、妻 八重野が高知教会で洗礼を受ける。
大正6年(1917年)9月30日、妻の受洗により、正士も高知教会で洗礼を受けてプロテスタントとなる。
救世軍士官学校を卒業し大尉として高知へ赴任し、その小隊長として廃娼運動に取り組んでいた川瀬徳太郎が、美世子(みよし)を見初めて結婚を申し込みに来るが、「…キリスト者ならその道を究め、牧師として教会を建てるぐらいの器の男でなければ、娘はやれぬ」と突っぱねた。
大正8年(1919年)2月1日、長女 乾美世子が日本福音ルーテル八幡教会を創立した川瀬徳太郎牧師と婚姻。
同年7月16日、父 板垣退助が東京府芝区芝公園第7号地8番の邸にて薨去。
大正9年(1920年)3月14日、二女 乾朝子が、高知教会で洗礼を受ける。
昭和6年(1931年)3月14日、高知新聞社楼上において「旧自由民権運動家物故者の追悼会」の第1回準備会が開かれ「舊各社故人追悼会趣意書」が起草される。祭典挙行委員長・谷流水、会計係・池忠彦、島崎猪十馬、祭典係・田渕正賢ら8人。接待係・中島雅利ら7人、宴会係・平井純ら7人が選ばれ、同4月18日、高知大神宮・光彩殿(現・高知県高知市帯屋町2-7-2)において、追悼会と親睦会が挙行された。
昭和8年(1933年)12月13日、長男 一郎が、兵庫県武庫郡精道村芦屋寺田24番地に、ルーテル芦屋伝道所(教会)を設立し初代牧師として奉職。
昭和11年(1936年)7月31日、高知県高知市小高坂5番地へ転住。同8月1日、地名変更に伴い高知市桜馬場8番地と改称。ウォルター・ラッセル・ランバスの創始したランバス記念伝道女学校を卒業し、大阪地域で婦人伝道師をしていた二女 乾朝子が、この年ルーテル大阪教会を辞した。
昭和12年(1937年)3月、二女 乾朝子が官吏・中村清次郎と婚姻。同年4月6日、高知において板垣会館竣工。落成式には頭山満、姉(板垣退助長女)・片岡兵子、甥(退助孫)・宮地茂秋らも出席した。同年8月、兵庫県武庫郡精道村(現・兵庫県芦屋市)で芦屋教会の牧師をしていた長男・一郎が支那事変の勃発により応召を受け、芦屋から本籍地の高知へ帰還。8月17日、長男・一郎出征。8月23日、一郎は銃弾が雨霰の如く飛び交う中、川沙鎮で敵前上陸を果す。その後、羅店鎮攻略戦に於て重機関銃による貫通銃創を右上腕部に受けて負傷。上海野戦病院に於て療養していた際、従軍記者より取材を受け板垣退助の孫・乾一郎戦傷の次第『勇士に聴く』として新聞に特集記事が組まれ連載4回(他紙1回)。紙面を賑わせた。

### 晩年
昭和13年(1938年)2月10日、国会議事堂内に、大日本帝国憲法発布五十年を期して、父 板垣退助の銅像が建立される。
昭和14年(1939年)6月5日、長男・一郎が戦傷により予備役後備役、免除の上、召集解除。一郎は、第一国民兵役に編入され、内地に復員した。8月、東京市品川区大井倉田町3263番地において、甥・板垣正貫の長男として退太郎が誕生。9月1日、一郎は大阪城東商業学校へ英語科教諭として奉職するため大阪へ。

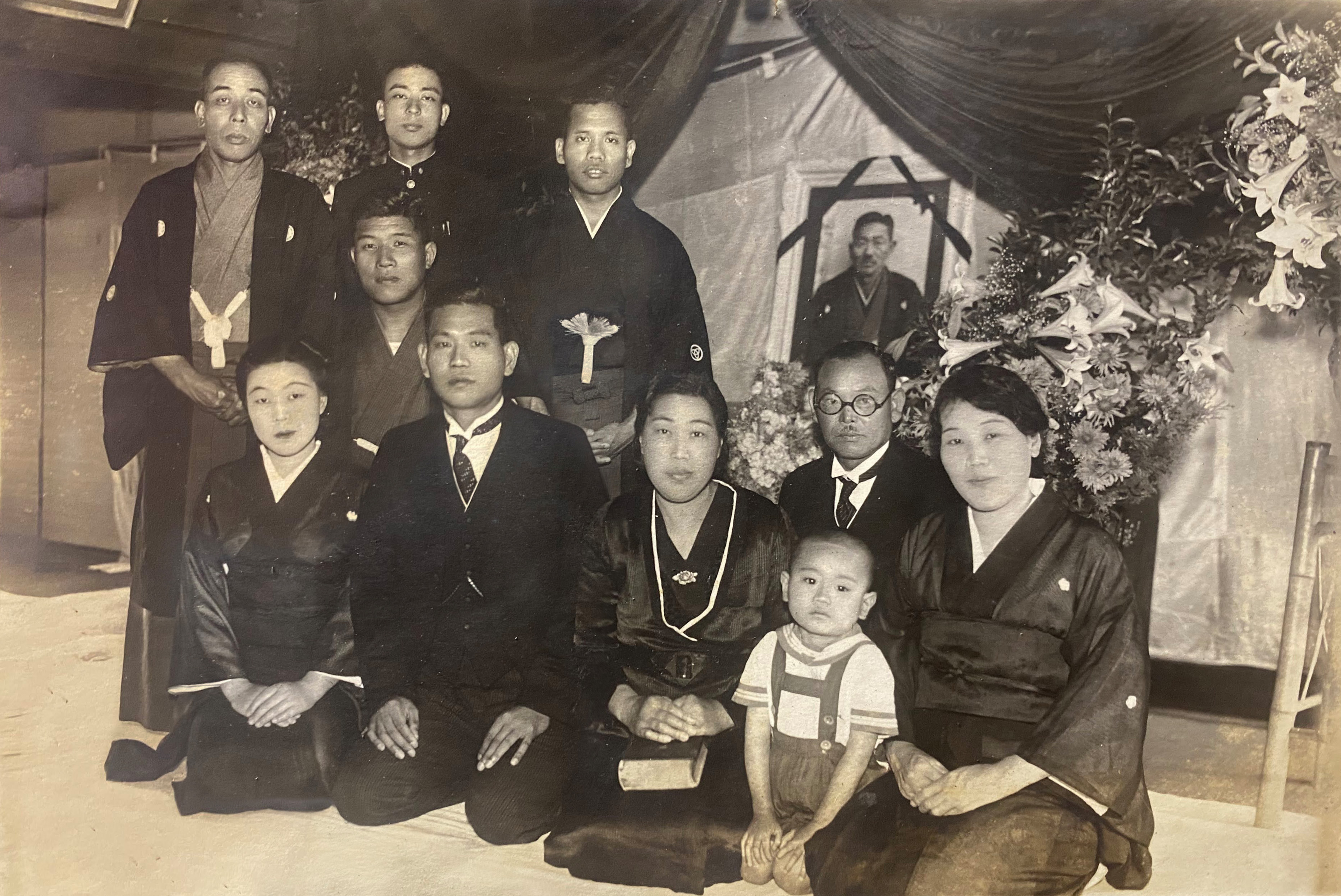
葬儀（前列：乾一郎。中列：板垣正貫、川瀬徳太郎。後列：片岡孝）

昭和15年(1940年)10月17日、「皇紀二千六百年奉祝全国基督教信徒大会」が開催され、日本福音ルーテル教会の三浦豕によって祝祷が成され、小崎道雄によって「本日、全国にあるキリスト信徒相会し、茲に皇紀ある二千六百年を慶祝するの機会を得たことを感謝する。我国が肇国の古より八紘一宇の精神に則り、進展に進展を重ね今日の隆盛を来たしましたことは、是れ偏えに天佑を保有し給う万世一系の天皇の御稜威と、尊厳無比の国体に基づくものであり、この聖代に生を受けたことは感激に堪えない。日本のキリスト教が宣教わずか70年にして今日の進歩を見るに至ったのは、信教の自由を保障したまいし明治天皇の恩による。東亜における指導者として責任を大きさを痛感し、この大使命を全うする為に人力の限りを尽くすのみならず、神に対する信仰を盛んならしめねばならぬと信じる」と式辞が述べられた。
昭和16年(1941年)6月18日召天。享年74歳。

## 家族
- 養祖父：乾正春（左八）
  - 養父：乾正厚（市郎平）
  - 養母：明神善秀（源八）の姉
  - 実父：板垣退助
  - 実母：萩原静安（復斎）の娘・薬子（やくし）
    - 本人：乾 正士（いぬい・せいし）
    - 妻：乾八重野（髙野直作の長女, 明治7年（1874年）12月1日生。昭和15年（1940年）6月1日召天）
      - 長男：乾一郎 -（天理語学専門学校 英語科・ドイツ語科教授）
      - 長男の妻：乾富美子 -（大阪外国語大学ロシア語科名誉教授 片岡孝の姉）
        - 孫(長女)：髙岡真理子 -(KDDI取締役上席理事 髙岡功[34][35]の妻)[36][37] [38][39]
          - 曾孫：髙岡功太郎[40] -（一般社団法人板垣退助先生顕彰会 理事長[41][42][43][44][45][46]）
          - 曾孫：井深美香 -（井深仁司[47]の妻）

      - 長女：川瀬美世子（みよし） -（牧師・川瀬徳太郎[48][49][50]の妻）
        - 孫(長女)：川瀬勝世 -（片岡孝の妻、のち離縁）
        - 孫(二女)：杉崎光世 -（九州国際大学法学部 名誉教授[51]）

      - 二女：中村朝子（ちょうし）
        - 孫(長女)：中村純子[52]（1940年 - 2022年）
          - 曾孫：中村直敬
          - 曾孫：中村和敬

## 補註
1. 1 2 3  『土佐藩ゆかりの会』会報誌
2. 1 2 3 4  『舊各社事蹟』島崎猪十馬編、昭和6年(1931年)、88頁。北代健太郎、井上蜂萬、乾正士、筒井楠太郎、加藤弥之助、岡本静、板垣鉾太郎、麻田久寿衛、野崎伊太郎らの名があり。
3. ↑  『四国新聞社』2012年7月13日号
4. ↑  退助の嫡男子・板垣鉾太郎より2か月早く出生したが、庶長子のため二男として育てられる。
5. ↑  “萩原三圭（はぎわらさんけい）”.   谷中・桜木・上野公園 路地裏徹底ツアー. 2005年6月5日閲覧。
6. ↑  『御侍中先祖書系圖牒』分家・初代乾市郎兵衛正直（1688年卒）より第七養子市郎平正厚（1870年卒の人）までの系図を収録。
7. ↑  『讀賣新聞』平成24年(2012年)7月13日付夕刊12面より。
8. ↑  ※土佐藩士族の乾姓のうち、板垣退助の血縁の乾家はこの一家のみである。同藩士中で他の乾姓は、安土桃山時代末期の乾備後和三（乾彦作和宣の弟）の血縁で別流である。
9. ↑  養子に出たとはいえ、正士が幼少のため5歳まで退助の家で育てられた。
10. ↑  『板垣精神』、394頁。
11. ↑  “『自由のともしび』第74号”.   高知市立自由民権記念館 (2013年3月1日). 2020年10月1日閲覧。
12. 1 2 3 4  『板垣精神』、395頁。
13. ↑  現在の台湾屏東県東港鎮にあった郵便電信局。
14. ↑  “明治30年(1897) 臺灣總督府 東港郵便電信局 乾正士 書記官(629頁)”.   『臺灣總督府職員録系統』中央研究院 臺灣史研究所 (2012年6月12日). 2014年12月1日閲覧。
15. ↑  “『養蚕実験真説』高野成雄著”.   北信成蚕社 (1909年2月25日). 2014年7月7日閲覧。
16. 1 2  『土陽新聞』大正2年4月8日附
17. 1 2 3  『高知教会百年史』高知教会百年史編纂委員会編、1985年による。
18. ↑  『横浜社会辞彙』日比野重郎編、横浜通信社、1917年5月、38頁【川瀬徳太郎】項より。
19. ↑  板垣退助芝公園旧邸の現住所は、東京都港区芝大門1-10-11附近で、現・芝大門センタービルにあたる。(『立國の大本』板垣退助遺著/髙岡功太郎現代語訳、一般社団法人板垣退助先生顕彰会発行、12頁より)
20. ↑  現住所・兵庫県芦屋市西芦屋町2-3
21. 1 2 3  “『板垣精神 -明治維新百五十年・板垣退助先生薨去百回忌記念-』”.   一般社団法人 板垣退助先生顕彰会 (2019年2月11日). 2020年8月13日閲覧。
22. ↑  『日本福音ルーテル教会史』424頁、「昭和十年の總會に於て(中略)乾一郎は芦屋傳道所へ」とあるが、同書422頁には「昭和九、十年に於て新しく傳道地を開拓したのは、鹿兒島、京都北、(兵庫)芦屋、(大阪)豊中であった」とある。『板垣精神』所収の乾一郎の履歴によれば、芦屋への着任は昭和8年12月13日である。正式名は「芦屋傳道所」であるが、当時の書簡や名刺に「ルーテル芦屋教会」の名称が使用されている。『(日本福音ルーテル)教会自給十年計画・昭和十一年一月現在自給表』によれば芦屋は、昭和10年度「一圓」、昭和11年1月「一圓五十銭＋(五十銭)」であった。
23. ↑  「高知市桜馬場8番地」は後の「高知市越前町1丁目54番地」で現在の「高知市越前町1-10-3附近」(『板垣精神』、401頁)
24. ↑  『日本福音ルーテル教会史』426頁
25. ↑  『板垣精神』
26. 1 2 3  『讀賣新聞』昭和12年12月2日、9日、16日、23日号記事。
27. ↑  『日本福音ルーテル教会史』、427頁「この年(昭和12年)支那事變のために應召したのは、青山四郎、坂井賢男、乾一郎の3名であったが、乾一郎は上海「ウーソン(呉淞)」の敵前上陸に参加。激戦して重傷を負い歸國して療養生活に入った」とある。
28. 1 2  軍歴簿では「8月23日、川沙鎮敵前上陸、続く羅店鎮の戦闘で、右上腕部貫通銃創」を受け上海野戦病院で療養。内地送還されたのは翌年以降である。
29. ↑  『板垣会』会報第1号より
30. ↑  乾一郎の戦友として、同部隊の山崎正一軍曹、志和貞雄伍長、須賀信之伍長らの武勇伝も同時に報じられた。最終回が全文にわたり高知弁で報じられたのは「乾伍長：おゝのかしい。あしが一人の支那兵を突いた時、(支那兵が)ふり返つてあしの顔を見たきに、あしやこの男にも親か兄弟もあるらうに、これも神の子ぢやにと思うたぜよ」の部分「支那兵もわれらも神の子」の文言が戦意高揚を失するのではないかと問題となり、掲載不許可となりかけたものを高知弁に直して有耶無耶とし掲載の許可を得たものと伝えられている。(『板垣精神』456頁より)
31. ↑  『軍歴簿(乾一郎)』陸軍省編成による。
32. ↑  『板垣精神』、388頁
33. ↑  『皇紀二千六百年と教会合同』日本基督教連盟編
34. ↑  “高岡功(KDDI非常勤顧問・上席理事)”.   KDDI株式会社組織変更及び人事異動について (2003年4月1日). 2014年6月16日閲覧。
35. ↑  “高岡功(KDDI株式会au事業本部au営業本部au関西支社 オペレーションセンター長・(株)エーユー関西支社取締役運用部長)”.   KDDI株式会社組織変更及び人事異動について (2001年9月28日). 2014年6月16日閲覧。
36. ↑  『板垣退助の壮年期の古写真 初公開。後藤象二郎、乾正厚と共に撮影』（『千葉日報』2012年7月13日号）
37. ↑  「高知市出身の政治家で自由民権運動の指導者・板垣退助（1837年-1919年）の30歳代半ば頃の姿を撮影した写真が見つかり、高知市立自由民権記念館が、平成24年（2012年）7月13日、その画像を報道陣に公開した。大阪府池田市に居住する板垣退助の曾孫・髙岡真理子さんが保管していたもので公開は初めて。高知近代史研究会の公文豪会長（63歳）によると、写真は明治元年（1868年）1月頃に撮影されたとみられ、板垣退助の壮年期の古写真としては「大変貴重」という。写真では中央に板垣退助、向かって右側に後藤象二郎、左側に退助の次男・正士を養子に迎えた乾正厚が写っている。退助以外はいずれも髷を結っている姿。（画像）30歳代半ば頃の板垣退助（中央）の写真を手に記者会見する高知近代史研究会・公文豪会長＝平成24年（2012年）7月13日午後、高知市立自由民権記念館にて。平成24年（2012年）8月1日から、同館で開催する「新出史料展」で、一般公開される」（『千葉日報』平成24年（2012年）7月13日号）
38. ↑  板垣退助、後藤象二郎、乾正厚の3人が同時に写った古写真が、高知近代史研究会会長・公文豪によって発見され、平成24年（2012年）7月13日、高知市立自由民権記念館で記者発表された。同写真は、板垣退助の曾孫・高岡真理子さんの所蔵で、明治元年1月（1869年2月）頃に井上俊三が撮影したと見られる。板垣退助と後藤象二郎とが同時に写った写真としては同写真が唯一で「極めて貴重」とのこと。平成24年（2012年）8月1日から8月31日まで、同館にて後藤象二郎の文机と同時に
「新出史料展」として一般公開された。
39. ↑  「移動体無線通信（携帯電話）の普及・（技術開発）促進に貢献・髙岡功氏『電波技術協会賞』を受賞」（『電波技術協会会報（Radio Engineering & Electronics Association）』第248号、財団法人電波技術協会、平成18年(2006年)1月20日発行、7頁(写真)、10-11頁より）
40. ↑  “『板垣退助没後100年記念 新しい伝記「板垣精神」板垣退助玄孫の髙岡功太郎さん監修』”. 高知新聞デジタル. (2019年3月12日) 2019年9月25日閲覧。
41. ↑  “『板垣退助しのび100回忌 東京･品川区で子孫ら30人墓前祭』”. 高知新聞デジタル. (2018年9月30日) 2019年9月25日閲覧。
42. ↑  “『「薩土密約」の石碑 京都祇園に建立 板垣退助の子孫ら集う』”. 京都新聞デジタル. (2019年9月23日) 2019年9月25日閲覧。
43. ↑  “『板垣退助の墓所に標柱　命日に合わせて一般社団法人板垣退助先生顕彰会が設置（高知市）』”. 高知新聞デジタル. (2021年7月17日) 2021年7月17日閲覧。
44. ↑  “『「薩土討幕之密約」を結び、土佐藩の軍備を近代化した板垣退助。明治の自由民権運動以前の幕末の活躍とは?』”.   デジスタイル京都 (2023年1月27日). 2023年1月30日閲覧。
45. ↑  “『「板垣死すとも…」死せぬ自由誓い安倍氏慰霊祭・板垣退助玄孫の髙岡功太郎さん、憂国の遺志「重ねずにはいられない」』”. 産経新聞デジタル. (2023年3月27日) 2023年3月27日閲覧。
46. ↑  第146回勝兵塾月例会『板垣退助の勤皇精神』公益財団法人アパ日本再興財団（公式）令和5年（2023年）8月17日
47. ↑  井深仁司の祖父は満洲国官僚の井深文司“『板垣精神 : 明治維新百五十年・板垣退助先生薨去百回忌記念』”.   一般社団法人 板垣退助先生顕彰会 (2019年2月11日). 2019年8月15日閲覧。
48. ↑  『日本キリスト教歴史大事典』日本キリスト教歴史大事典編集委員会編、教文館、1988年2月
49. ↑  “大正10年(1921年)石松量蔵, 鷲山誠晴, 川瀬徳太郎”.   日本福音ルーテル教会 教職按手礼・認定 名簿 (2012年). 2014年6月15日閲覧。
50. ↑  大正8年（1919年）友愛会から独立した自主的労働組合が「日本労友会」として、浅原健三、西田健太郎、川瀬徳太郎らによって結成された。その正式発足は大正9年（1920年）2月である。“風説新聞(第3号)”.   久留米大学デジタルアーカイブ (1964年12月20日). 2014年6月15日閲覧。
51. ↑  “杉崎光世先生略歴および主要著作目録 (後藤巖教授・大路博美教授・杉崎光世教授退職記念号)”.   九州国際大学法学論集 6(3) 巻末1-7 (2000年3月). 2014年6月25日閲覧。
52. ↑  中村純子・東京スタイル専務取締役